# Hugo Délire
Cet article possède un paronyme, voir Ludodélire.
Hugo Délire puis Les Délires d'Hugo est un jeu télévisé interactif français (d’après une franchise danoise) animé par Karen Cheryl et diffusé du 7 septembre 1992 au 29 juin 1994 sur France 3.

## Historique

### Origines
Hugo Délire est adapté du format danois Skærmtrolden Hugo créé par Interactive Television Entertainment et diffusé de septembre 1990 à mai 1995 sur TV 2. Le programme a été adapté dans plus de 40 pays.
Hugo, le personnage de l'émission est devenu une véritable franchise médiatique. Un jeu a notamment été créé pour les ordinateurs Commodore Amiga.

### Première saison
Lors de la première année, Hugo Délire a été diffusé quotidiennement du lundi au samedi à 20 h 5.
Un téléspectateur était sélectionné ; il commandait un troll appelé Hugo via les touches de son clavier téléphonique, à travers des mini-jeux vidéo de quelques minutes. Hugo devait récupérer les sacs d'or et éviter les différentes embûches semées sur son parcours.
Parmi les mini-jeux, on trouvait un parcours sur une voie ferrée, un autre en avion, un dans une mine et un autre en montagne. Plus tard, ont été ajoutées une aventure en forêt et une autre sous la mer, ainsi que le jeu des trois clefs et celui de la cage d'Hugoline.

### Seconde saison
Lors de la seconde année, le jeu a été renommé Les Délires d'Hugo et diffusé hebdomadairement, le mercredi après-midi à partir du 15 septembre 1993. L'émission est alors enregistrée en public et est décentralisée sur le grand plateau de la maison de France 3 à Toulouse. Elle dure une heure et invite les jeunes vedettes du moment, comme Christophe Rippert.

## Distribution
- Karen Cheryl, présentatrice
- Philippe Bruneau, voix de Hugo

## Diffusion internationale
| Pays                            | Titre                       | Date                                | Chaîne                       | Jour de diffusion                           |
| ------------------------------- | --------------------------- | ----------------------------------- | ---------------------------- | ------------------------------------------- |
| Danemark (I)                    | Skærmtrolden Hugo           | septembre 1990 – mai 1995           | TV 2                         | Vendredi                                    |
| Espagne                         | Hugo Hugolandia             | 27 juin 1992 – juin 1994            | Telecinco                    |                                             |
| France                          | Hugo délire                 | septembre 1992 – août 1994          | France 3                     | lundi–samedi (saison 1) mercredi (saison 2) |
| Turquie (I)                     | Hugo                        | mars 1993 – octobre 1996            | Kanal 6                      | lundi–vendredi                              |
| Suède (I)                       |                             | mars 1993 – décembre 1993           | Sverige 1                    | Lundi–vendredi                              |
| Finlande                        | Hugo                        | 17 mars 1993 – 12 décembre 1995     | TV2                          | mardi / jeudi                               |
| Porto Rico                      |                             | avril 1993 – avril 1994             | Telemundo                    |                                             |
| Norvège                         |                             | septembre 1993 – mai 1995           | TV 2                         | Vendredi                                    |
| Israël                          | Hugo                        | Juillet 1994 – août 1997            | Arutz HaYeladim              |                                             |
| Royaume-Uni (I)                 | dans What's Up Doc?         | Janvier 1994 – janvier 1995         | ITV                          | Samedi                                      |
| Allemagne                       | Die Hugo-Show               | avril 1994 – décembre 1996          | Der Kabelkanal / Kabel-1     | lundi–samedi                                |
| Autriche Suisse                 | Die Hugo-Show               | décembre 1994 – décembre 1996       | Kabel-1                      | lundi–samedi                                |
| Royaume-Uni (II)                | dans The Shiny Show         | Janvier 1995 – octobre 1995         | ITV                          | Samedi                                      |
| Slovénie                        |                             | janvier 1995 – décembre 1997        | TV Slovenija                 | samedi / dimanche                           |
| Chili                           | Hugo                        | juin 1995 – décembre 1997           | Televisión Nacional de Chile | lundi–vendredi                              |
| Brésil                          | Hugo                        | 9 octobre 1995 - 1998               | CNT Gazeta                   | Lundi-Vendredi                              |
| Thaïlande                       |                             | mars 1996 – mai 1998                | Channel 7                    | lundi–vendredi                              |
| Croatie                         |                             | 1er avril 1996 – 15 juin 2004       | HRT                          | lundi–vendredi                              |
| Argentine                       | A Jugar Con Hugo            | septembre 1996 – 2006               | Magic Kids                   | lundi–vendredi                              |
| Irlande (I)                     | Hiúdaí                      | novembre 1996 - novembre 1997       | TnG / TG4                    | Samedi                                      |
| Autriche Allemagne Suisse       | Die Hugo-Show'              | 18 décembre 1996 – 13 décembre 1997 | Kabel-1                      | Samedi                                      |
| Suède (II)                      |                             | Janvier 1997 – décembre 1998        | TV 4                         | lundi–vendredi                              |
| Danemark (II)                   |                             | février 1997 – mai 1997             | TV 2                         | Vendredi                                    |
| Portugal (I)                    | Hora H                      | novembre 1997 – juin 2000           | RTP1, RTP2                   | Samedi / dimanche, lundi–vendredi           |
| Russie (I)                      | Позвоните Кузе              | 31 décembre 1997 – 30 octobre 1998  | RTR2                         | samedi / dimanche                           |
| Irlande (II)                    |                             | 1998 – ?                            | TG4                          | lundi–dimanche                              |
| Suisse                          | Die Hugo-Show               | janvier 1998 – juillet 1998         | SF / DSR                     |                                             |
| Allemagne                       | Die Hugo-Show               | mai 1998 – juin 1998                | Nickelodeon                  | lundi–vendredi                              |
| Colombie                        |                             | février 1999 – janvier 2001         | Canal Capital                | lundi–vendredi                              |
| Danemark (III)                  |                             | février 1999 – décembre 2000        | TV 2                         | lundi–vendredi                              |
| Autriche                        |                             | mars 1999 – ?                       | ORT                          |                                             |
| Russie (II)                     |                             | 18 juin 1999 – 25 août 1999         | RTR2                         | lundi–vendredi                              |
| Singapour (I)                   |                             | 13 janvier – 9 avril 2000           | Vasantham Central            |                                             |
| Serbie                          |                             | 28 février 2000 – 5 mars 2004       | BK TV                        | lundi–vendredi                              |
| Malaisie                        |                             | mai 2000 – avril 2001               | ntv7                         | samedi / dimanche                           |
| Pologne                         | Hugo Family et Hugo Express | 3 septembre 2000 – 28 février 2009  | Polsat                       | Samedi                                      |
| Singapour (II)                  |                             | décembre – janvier 2003             | TV12                         |                                             |
| Danemark (IV)                   |                             | Janvier 2001 – 31 décembre 2002     | TV 2                         | lundi–vendredi                              |
| Arabie saoudite et Moyen-Orient |                             | Janvier 2001 – décembre 2003        | ART                          | lundi–samedi                                |
| Portugal (II)                   |                             | avril 2001 – juillet 2001           | RTP2                         | lundi–vendredi                              |
| Turquie (II)                    |                             | mai 2001 – 30 septembre 2002        | Show TV                      | lundi–samedi                                |
| Venezuela (I)                   |                             | novembre 2001 – juin 2002           | Venevision                   | lundi–vendredi                              |
| Bosnie-Herzégovine              |                             | 27 mars 2002 – 19 septembre 2008    | Federalna TV                 | lundi–vendredi                              |
| Danemark (V)                    |                             | juin 2003 – décembre 2004           | TV 2                         | lundi–dimanche                              |
| Bermudes                        |                             | juin 2003 – 2006                    | Fresh TV                     |                                             |
| Turquie (III)                   |                             | novembre 2003 – octobre 2004        | Cine5                        | lundi–samedi                                |
| Viêt Nam (I)                    | Vui cùng Hugo               | 17 mai 2004 – 30 juin 2006          | HTV7                         | lundi / mercredi / vendredi / dimanche      |
| Chine                           |                             | Juillet 2004 – ?                    | Guangdong TV                 | lundi–dimanche                              |
| Turquie (IV)                    |                             | septembre 2004 – juin 2005          | ATV                          | lundi–samedi                                |
| Venezuela (II)                  |                             | mars 2005 – février 2006            | Venevision                   | lundi–vendredi                              |
| Roumanie                        |                             | octobre 2005 – décembre 2007        | Prima TV                     | vendredi–dimanche                           |
| Chine                           | European troll              | 26 janvier 2006 – ?                 | Hubei Province TV            | Hebdomadaire                                |
| Viêt Nam (II)                   |                             | 2007 – ?                            | VTC                          | Bi-hebdomadaire                             |
| Argentine (II)                  |                             | Octobre 2016 –                      | Magic Kids (chaîne YouTube)  |                                             |